# Mesochorus windsorianus
Mesochorus windsorianus là một loài tò vò trong họ Ichneumonidae.